# SNK Triple Z80 Based
SNK Triple Z80 Based es una Placa de arcade creada por SNK destinada a los salones arcade.

## Descripción
SNK Triple Z80 Based fue lanzada por SNK en 1985.
El sistema tenía dos procesadores Z80, uno operando a una frecuencia de 4 MHz y el otro a una frecuencia de 5 MHz. Para el audio cuenta con un  YM3526 a 4 MHz, y con un Y8950 también a 4 MHz.
En esta placa funcionaron 3 títulos creados por SNK: Bermuda Triangle / World Wars, Fighting Soccer y T.N.K. III / T.A.N.K..

## Especificaciones técnicas

### Procesador
- Z80 trabajando a 4 MHz
- Z80 trabajando a 5 MHz

### Audio
- YM3526 trabajando a 4 MHz
- Y8950 trabajando a 4 MHz

## Lista de videojuegos
- Bermuda Triangle / World Wars
- Fighting Soccer
- T.N.K. III / T.A.N.K.